# 渭南渭河特大橋
渭南渭河特大橋（いなんいがとくだいきょう）は、中国陝西省渭南市臨渭区にある鉄道橋である。鄭州市および西安市を結ぶ鄭西旅客専用線の一部である。全長は79.732 kmで、渭水を二度交差し、他にも多くの川や高速道路、鉄道と交差している。完成当初はギネスブック上では世界で最も長い橋だったが、2010年に完成した京滬高速鉄道に架かる二つの橋（丹陽-崑山特大橋および天津特大橋）によって記録が塗り替えられた。
この橋は2008年に完成したが、鉄道の開業は2010年2月6日であった。